# The Grammy Museum Mississippi
The Grammy Museum Mississippi is een interactief museum gewijd aan de talrijke muzikale prestaties van artiesten uit de Amerikaanse staat Mississippi. Het museum ligt in Cleveland, Mississippi, en opende op 5 maart 2016.

## Achtergrond
Het Grammy Museum in Cleveland is een zustermuseum van het oorspronkelijke Grammy Museum in Los Angeles. Het werd op 5 maart 2016 geopend, en kwam tot stand met de hulp van burgemeester Billy Nowell, de Kamer van Koophandel van Cleveland en een het reclamebureau Hammons and Associates; dat laatste hielp ook bij het vestigen van het B.B. King Museum and Delta Interpretive Center in Indianola. Tijdens een bezoek aan het museum is een grote hoeveelheid tentoonstellingen te bezichtigen; recent was er bijvoorbeeld een Beatles-tentoonstelling. Ook kunnen in het museum verschillende evenementen gehouden worden, waaronder recepties, awardsgala's, bedrijfsfeesten, conferenties, vergaderingen, bruiloften, en andere bijzondere gelegenheden.
Dit Grammy Museum heeft een oppervlakte van 2.600 m², en de ontwikkeling ervan begon in 2011. Een non-profitorganisatie genaamd Cleveland Music Foundation liet het museum bouwen, en heeft het sinds de opening in beheer. Het genoemde zustermuseum ligt in het centrum van Los Angeles. Hoewel beide locaties zich concentreren op het historische en culturele belang van muzikanten uit verleden, heden en toekomst, legt de locatie in Cleveland de nadruk op de diepgewortelde muzikale invloed van de Mississippi Delta. Het museum is als tentoonstelling van historische objecten, films en verhaallijnen te vergelijken met het museum in Los Angeles, maar ongeveer 20% van de exhibities concentreert zich op Mississippi, met het doel om Grammywinnaars en andere muzikanten uit te lichten die veel invloed hebben gehad op de muziekindustrie.
De belangrijkste reden waarom Mississippi als locatie van het museum werd gekozen, was de sterke historische band met muziek die de Mississippi Delta heeft. Legendarische, uit Mississippi afkomstige muzikanten als Robert Johnson, B.B. King en Elvis Presley hadden invloed op de meest geliefde muziekstijlen uit Amerika, bijvoorbeeld blues, jazz, hiphop en rock-'n-roll. Gezien het relatief kleine inwonersaantal van de staat komt een opmerkelijk groot gedeelte van Grammywinnaars uit Mississippi. In 2011 werd het zelfs de Amerikaanse staat met het grootste totaalaantal Grammywinnaars, nog afgezien van alle genomineerden, Lifetime Achievement-winnaars, en mensen in de Hall of Fame. Cleveland werd specifiek als locatie gekozen vanwege zijn bijzondere ligging en plaatselijke universiteit: In Cleveland ligt het museum niet alleen in het hart van de Delta, maar ook langs Highway 61 tussen Memphis en New Orleans. Daarnaast heeft Delta State University, het instituut voor hoger onderwijs van de stad, het enige geaccrediteerde universiteitsprogramma voor studies in de muziekindustrie van Mississippi.
Het museum in Cleveland, dat bijna 20 miljoen dollar kostte om te ontwikkelen, is een kleinere maar actuelere versie van het museum in Los Angeles. Het ontwerp van het museum is bedoeld om zowel de glamour van de Grammy's als de rustieke cultuur van de Delta te weerspiegelen. Het bevat high-definition aanraakschermen en interactieve technologie en is daarmee een van de meest geavanceerde musea in het land, maar door het geplooide metaal langs de buitenkant van het gebouw heeft het ook wat weg van de landbouwhutjes waarin veel bluesmuzikanten ooit woonden. Daarnaast doet de grote veranda bij de ingang denken aan de typische architectuur van de zuidelijke VS.

## Tentoonstellingen
De tentoonstellingen van het Grammy Museum Mississippi proberen alle soorten muziek in de spotlight te zetten, met als doel om volgende generaties te onderwijzen en te inspireren tot het maken van nieuwe muziek op basis van de eeuwenoude muzikale roots van Amerika. Het museum heeft een aantal tentoonstellingen die de evolutie van de Amerikaanse muziek weergeven, met behulp van moderne technologieën als aanraakschermen, interactieve dansvloeren, en interactieve instrumenten. Tegelijkertijd zijn er historische muzikale objecten te bekijken, zoals instrumenten en kleding van Grammywinnaars. De voormalige hoofdtentoonstelling van het museum, ‘Pride and Joy’, ging over de Texas blues van Stevie Ray Vaughan. Daarnaast heeft het museum dertien andere tentoonstellingen over aspecten van de Grammycultuur door de jaren heen.
| Tentoonstelling                                    | Datum                           | Kenmerken                                                                          |
| Pride & Joy: The Texas Blues of Stevie Ray Vaughan | 30 juni 2016 – 19 februari 2017 | Onder andere gitaren, foto's outfits, handgeschreven songteksten en concertposters |

| Tentoonstellingen                     | Kenmerken                                                                                          |
| Great Grammy Performances             | Klein theater met surround-geluid om oude Grammy-uitzendingen te bekijken                          |
| History of The Grammy Awards          | Interactieve tijdlijn van de Grammy-geschiedenis, met archieven en recente winnaars                |
| On The Red carpet                     | Originele kleding die door artiesten op de rode loper van de Grammy's gedragen werden              |
| Dance to the Music                    | Leer op een kleurrijke dansvloer danspasjes van Grammywinnaar Ne-Yo                                |
| Mono To Surround                      | De geschiedenis van de geluidsopname van 1877 tot het heden                                        |
| Singing & Songwriting/ Producing Pods | Interactieve opnamehokken over het schrijven en opnemen van bluesmuziek. Met Keb' Mo'              |
| The Roland Room                       | Interactieve ruimte met elektronische-muziekinstrumenten                                           |
| Legacy of The Electric Guitar         | De geschiedenis van de elektrische gitaar                                                          |
| Culture Shock                         | Audiovisuele tijdlijn door de laatste 50 jaar in moderne muziek                                    |
| Mississippi Music Bar                 | Interactieve radio, kies en luister naar hits van artiesten uit Mississippi                        |
| Mississippi Music Table               | Interactieve tentoonstelling van onder andere artiesten en hun nummers, foto's en onderscheidingen |
| Sanders Soundstage                    | Hypermodern theater met 140 stoelen                                                                |

### Voormalige tentoonstellingen
| Tentoonstelling                   | Datum                       | Kenmerken |
| Ladies and Gentlemen…The Beatles! | 5 maart 2016 – 12 juni 2016 | historische objecten, interviews, correspondenties, instrumenten, posters, foto's, interviews, interactieve exposities, en een mondelinge geschiedenis |

## Speciale evenementen en programma's
Het museum biedt een verscheidenheid aan programma's, waarvan sommige nog moeten plaatsvinden en andere specifiek voor leden zijn. Toekomstige programma’s kunnen bijvoorbeeld een specifieke artiest in de spotlight zetten, of over klassieke artiesten, artiesten van over de hele wereld, of opkomende artiesten gaan. Een voorbeeld hiervan is de Nigel Hall-tentoonstelling. Leden krijgen een selectie met meer unieke programma's, zoals 'A Celebration of', 'Pride & Joy: The Texas Blues of Stevie Ray Vaughan', 'Celebrating Prince', en 'Beatles Symposium 2016: From the Cavern to the Candlestick'. De verschillende programma's die worden aangeboden, zijn bedoeld voor een breed publiek van onder andere muziekfanaten en scholieren.